# Blanca Marsillach
Blanca Marsillach del Río (Barcelona, 1966) es una actriz española.

## Biografía
Nació en 1966 en Barcelona.
Es la hija menor de Adolfo Marsillach y Teresa del Río. Tiene una hermana mayor, Cristina Marsillach, también actriz.
Comparte cartel con el actor estadounidense Christopher Lambert en la película El inquisidor (2006).
Tiene una compañía de teatro.

## Filmografía
- GAL (2006)
- Day of Wrath (El inquisidor, 2006)
- El otro lado de la cama (2002)
- Cosa de brujas (2002)
- Atraco a las 3... y media (2002)
- La monja alférez (1986)
- La miel del diablo (1986)
- En penumbra (1986)
- Los señores del acero (1985)

## Televisión
- Escenario Madrid
- Código Fuego (2003)
- El gran secreto (1989)
- Segunda enseñanza (1986)

## Teatro
- Abril en París
- El reino de la tierra, adaptación de la obra de Tennessee Williams.
- La tabernera de los cuatro vientos (1994), de Alberto Vázquez Figueroa
- Las entretenidas (2002), de Miguel Mihura